# Roland Reichenbach
Roland Reichenbach (* 23. Oktober 1962 in Saanen) ist ein Schweizer Pädagoge  und Professor für Allgemeine Erziehungswissenschaft an der Universität Zürich.

## Werdegang
Nach dem Erwerb des Bernischen Primarlehrerpatents (1984) studierte Reichenbach in den Jahren 1984 bis 1989 an der Universität Freiburg i. Ue. Klinische Psychologie, Allgemeine und Pädagogische Psychologie sowie Philosophische Ethik. Zwischen 1990 und 1992 war Roland Reichenbach als wissenschaftlicher Mitarbeiter und Diplomassistent am Lehrstuhl für Pädagogik und Pädagogische Psychologie der Universität Freiburg/CH angestellt. Es folgte ein vom Schweizerischen Nationalfonds finanzierter Forschungsaufenthalt an der Stanford University, USA (1992–1993). 1993 war seine Promotion zum Dr. phil. (Dissertationsschrift: „Moral, Diskurs und Einigung. Zur Bedeutung von Konsens und Diskurs für das Ethos des Lehrberufs“). Ab 1994 arbeitete Reichenbach als Oberassistent am Lehrstuhl für Pädagogik und Pädagogische Psychologie an der Universität Freiburg. 1997 bis 1999 verbrachte er einen zweijährigen SNF-Forschungsaufenthalt an der Université de Montréal. 1999 erfolgte die Habilitation an der Philosophischen Fakultät der Universität Freiburg (Venia Legendi für Pädagogik / Habilitationsschrift: „Demokratisches Selbst und dilettantisches Subjekt. Demokratische Bildung und Erziehung in der Spätmoderne“). Von 2002 bis 2008 war Reichenbach Professor (C4) für Allgemeine und Systematische Erziehungswissenschaft an der Westfälischen Wilhelms-Universität Münster, 2008 bis 2012 Ordinarius für Pädagogik an der Universität Basel. Seit 2013 ist Roland Reichenbach Inhaber des Lehrstuhls für Allgemeine Erziehungswissenschaft an der Universität Zürich. Rufe an die Karl-Franzens-Universität Graz (2001) und an die Humboldt-Universität zu Berlin (2010) hat er abgelehnt.
Zwischen 2012 und 2018 war Reichenbach Mitglied in den Evaluation Panels SH4 und SH3 des European Research Councils (ERC). 2009 bis 2015 fungierte er als geschäftsführender Herausgeber der „Zeitschrift für Pädagogik“ und 2012 bis 2015 als Präsident der Schweizerische Gesellschaft für Bildungsforschung (SGBF). 2006 bis 2011 war Roland Reichenbach Convenor des Network 13 („Philosophy of Education“) der European Educational Research Association (EERA) bzw. Educational Conference of Educational Research (ECER), 2005 bis 2011 Mitglied des Sprecherkreises (Vorstand) der Kommission Bildungs- und Erziehungsphilosophie der Deutschen Gesellschaft für Erziehungswissenschaft (DGfE). Roland Reichenbach ist Gründungsmitglied (membre fondateur) der Société francophone de philosophie de l’éducation (2006).
2000 erhielt Roland Reichenbach den „Förderpreis der DGfE“ (Deutsche Gesellschaft für Erziehungswissenschaft) für den Beitrag „Preis und Plausibilität der Höherentwicklungsidee“ (Zeitschrift für Pädagogik, 1998, 44(2), 205–221). 2014 erhielt er den Preis „Lehrer/Autor des Jahres“, der vom Schweizerischen Verband für Interne Kommunikation (SVIK) verliehen wird.

## Forschungsschwerpunkte
- Bildungsphilosophie und Erziehungsphilosophie
- Ethische und ästhetische Bildung
- Politische Bildung
- Verhandlungs- und Einigungsprozesse

## Veröffentlichungen
Monografien
- Moral, Diskurs und Einigung. Zur Bedeutung von Konsens und Diskurs für das Ethos des Lehrberufs. Lang, Bern u. a. 1994, ISBN 978-3-906753-10-2.
- Demokratisches Selbst und dilettantisches Subjekt. Demokratische Bildung und Erziehung in der Spätmoderne. Waxmann, Münster 2001, ISBN 3-8309-1044-4.
- Philosophie der Bildung und Erziehung. Kohlhammer, Stuttgart 2007, ISBN 978-3-17-027711-3.
- Pädagogische Autorität. Macht und Vertrauen in der Erziehung. Kohlhammer, Stuttgart 2011, ISBN 978-3-17-037150-7.
- Für die Schule lernen wir. Plädoyer für eine gewöhnliche Institution. Kallmeyer / Klett, Seelze 2013, ISBN 978-3-7800-4968-1.
- Ethik der Bildung und Erziehung. Schöningh / UTB, Paderborn 2018, ISBN 9783825248598.
- Bildungsferne. Essays und Gespräche zur Kritik der Pädagogik. Herausgegeben von R. Bossart. Diaphanes, Zürich 2020, ISBN 9783035802771.
- Understanding Institutionalized Education. Towards a Diffrerent Philosophy of School. Cambridge Scholars, Newcastle 2020, ISBN 1-5275-5510-0.
- Grenzen der interpersonalen Verständigung. Eine Kommunikationskritik. Psychosozial-Verlag, Giessen 2020, ISBN 978-3-8379-2980-5.

Herausgeberbände
- Politische Bildung und staatsbürgerliche Erziehung in der Schweiz. Perspektiven aus der Deutschschweiz und der Westschweiz. Roland Reichenbach / Fritz Oser. Universitätsverlag, Fribourg/CH 1998.
- Zwischen Pathos und Ernüchterung. Zur Lage der politischen Bildung in der Schweiz. Roland Reichenbach / Fritz Oser. Universitätsverlag, Fribourg/CH 2000, ISBN 3-7278-1295-8.
- Die Psychologisierung der Pädagogik. Übel, Notwendigkeit oder Fehldiagnose. Roland Reichenbach / Fritz Oser. Juventa, Weinheim 2002, ISBN 978-3-7799-1098-5.
- Père Grégoire Girard. Son œuvre, sa pensée pédagogique, son impact. Fritz Oser / Roland Reichenbach. Editions Universitaires., Fribourg/CH 2002, ISBN 2827109298.
- Skandal und politische Bildung. Aspekte zu einer Theorie des politischen Gefühls. Roland Reichenbach / Heiko Breit. Logos, Berlin 2006, ISBN 978-3-8325-0630-8.
- Bildung – Wissen – Kompetenz. Ludwig Pongratz / Roland Reichenbach / Michael Wimmer. Janus, Bielefeld 2007, ISBN 3-938076-34-8.
- Gerechtigkeit und Bildung. Michael Wimmer, Roland Reichenbach / Ludwig Pongratz. Schöningh, Paderborn 2007, ISBN 978-3-657-76446-4.
- Erkenntnispolitik und die Konstruktion pädagogischer Wirklichkeiten. Roland Reichenbach / Norbert Ricken / Hans-Christoph Koller. Schöningh, Paderborn 2011, ISBN 978-3-657-76984-1.
- Philosophie des Lehrens. Hans-Christoph Koller / Roland Reichenbach / Norbert Ricken. Schöningh, Paderborn 2012, ISBN 978-3-657-77587-3.
- Fragmente zu einer pädagogischen Theorie der Schule. Erziehungswissenschaftliche Perspektiven auf eine Leerstelle. Roland Reichenbach / Patrick Bühler. Beltz/Juventa, Weinheim 2017, ISBN 978-3-7799-3746-3.
- Confucian Perspectives on Learning and Self-Transformation. International and Cross-Disciplinary Approaches. Roland Reichenbach / Duck-Joo Kwak. Springer, Amsterdam 2020, ISBN 978-3-030-40078-1.